# John Haberle

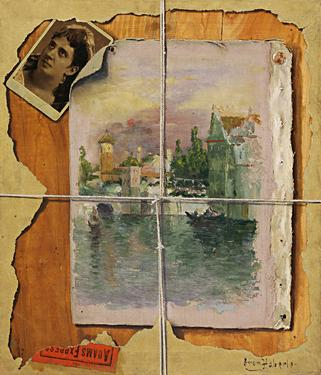
Uszkodzona przesyłka

John Haberle (ur. 1856 w New Haven, zm. 3 lutego 1933 tamże) był amerykańskim artystą, znanym z przedstawiania w technice trompe l'oeil banknotów. Był ostrzegany przez United States Secret Service, by zaprzestał takiej działalności.
Innymi malarzami zajmującymi się tematyką papierowego pieniądza byli w tym okresie William Harnett oraz John Frederick Peto. Styl Haberlego był jednakże odróżnialny poprzez wysoką precyzję jego przedstawień, chociaż kolorystycznie jego prace zbliżone były do dzieł Peto. Haberle, mający doświadczenie również jako grawer, był najbieglejszy technicznie z owej trójki. Znany był też z humorystycznych elementów jego prac, na przykład z umieszczania na namalowanych banknotach portretów osób żyjących, czy też tworzenia obrazów przedstawiających wycinki prasowe o jego rzekomym aresztowaniu.

## Literatura dodatkowa
- Frankenstein, Alfred (1970). The Reality of Appearance: The Trompe l'Oeil Tradition in American Painting. Greenwich, Connecticut:New York Graphic Society Ltd. ISBN 0-8212-0357-6.